# 원덕고등학교
원덕고등학교(遠德高等學校)는 대한민국 강원특별자치도 삼척시 원덕읍 호산리에 있는 공립 고등학교이다.

## 학교 연혁
- 1964년 12월 12일 : 원덕고등학교 설립 인가(농업과 3학급)
- 1965년 3월 26일 : 개교 기념식 거행(제1회 입학식 거행)
- 1980년 11월 19일 : 원덕종합고등학교로 교명 변경 (보통과 3학급, 농업과 3학급)
- 1987년 9월 21일 : 원덕고등학교로 교명 변경(보통과 12학급)
- 2001년 12월 31일 : 다목적실(체육관) 준공
- 2003년 12월 20일 : 학교도서관 준공
- 2004년 3월 1일 : 학칙 변경 (보통과 1학급 총 3학급)
- 2010년 3월 1일 : 강원도교육청지정 학력향상형 창의경영학교 운영
- 2024년 3월 1일 : 제27대 김익록 교장 부임
- 2025년 1월 3일 : 제58회 졸업식(10명, 누계 4,049명)
- 2025년 3월 4일 : 입학식(신입생 9명)

## 참고 자료
- 원덕고등학교 - 한국교육학술정보원 학교알리미